# トコろん
トコろんは埼玉県所沢市のイメージマスコット（ゆるキャラ）。市制施行60周年記念事業の一環として2010年に誕生した。市の鳥であるヒバリをモチーフとし、同市が航空発祥の地であることからプロペラ機のイメージを盛り込んだデザインとなっている。緑色のスカーフは特産品の狭山茶を表す。

## 誕生の経緯
所沢市は2010年11月に市制施行60周年を迎えるにあたり、記念事業の一つとして「市民に愛され親しまれる」イメージマスコットの制作とイベント等での活用を決定。同年5月よりデザイン公募を実施し、196点の応募作の中から竹浪かおる氏のデザイン画が採用された。9月には正式なイラストの公開と愛称の公募を実施。1,232通の応募の中から市内在住中学生の名称案が採用され、同年11月6日の記念式典でお披露目が行われた。誕生当初は所沢市役所の企画総務課に所属していたが、2016年より商業観光課に異動となった。
所沢市は2009年にもマスコットキャラクター「ひばりちゃん」を制作していたが、トコろんの誕生以後ひばりちゃんは広報の専任となり、グッズ展開や着ぐるみでのイベント出張などは基本的に行っていない。広報紙上等では両者が共演することもある。

## プロフィール
活動3周年の記念として2013年11月8日に所沢市の特別住民票が発行され、出生地や本籍地などのキャラクター設定がまとめられた。ただし後年に修訂され特別住民票の表記とずれた状態になっている設定もある。
- 性別 – おトコのこ[注釈 2]
- 誕生日 - 11月3日（市制施行記念日）
- 年齢 – 永遠の5歳[注釈 3]
- 身長・体重 – 個人情報の適用で非公表（軽いメタボとの噂あり）[1]
- 現住所 – 所沢市並木一丁目1番地の1[注釈 4]
- 出身地 - 所沢航空記念公園の某所（ミューズ付近とも）[1]
- 本籍地 - 所沢航空記念公園上空の遥か彼方[1]
- 好きな食べ物 - 所沢の焼だんご、手打ちうどん、お茶
- 趣味 - スポーツ鑑賞、応援・宣伝・賑やかし
- 尊敬するキャラクター - コバトン[12]
- 愛車 – べんつ[注釈 5]

## 主な活動

### 着ぐるみキャラクター活動
2010年のお披露目にあわせて着ぐるみが作成され、市内外の各種イベントへ参加している。2015年には所沢市消防団特命ＰＲ団員に任命され、防災PR活動へ集中的に参加。2019年よりタレントの宗像茜衣がアテンド役（トコろんのお姉さん）に就任し、イベント参加時のアシスタントを務めている。
誕生当初からゆる玉応援団のNo.41メンバーとしても活動しており、2012年には埼玉県の「けんこう大使」に任命され、県内のマスコットキャラクターと共同で健診PR活動を行っている。2020年8月にはテレビ埼玉の情報番組「マチコミ」によるダンス動画企画にも参加。同年11月14日に行われた埼玉150周年1年前イベントではTwitterによる人気投票を経て「コバトン20th Anniversaryステージ」に登壇した。
ゆるキャラグランプリには2012年に初参加し43位にランクイン。その後2013年（26位）、2014年（39位）、2015年（58位）、2016年（58位）とエントリーを続けていたが、2017年以後のグランプリには参加していない。グランプリ実行委員会が発行するゆるキャラトレカ第1弾のメンバーに選ばれており、カードは2020年現在も引き続き配布されている。世界キャラクターさみっとin羽生には2010年の第1回より参加。オンライン番組「24時間ムジナもんch」の形式での開催となった2020年実施回にも中継で出演した。その他に「キャラすぽ祭」（2017年）、「ふなっしー PRESENTS ご当地キャラFES」（2018年）等、各種のキャラクターイベントに参加している。
埼玉県外のキャラクターとのコラボ活動も行っており、2018年にはうなりくん（千葉県成田市）・はねぴょん（東京都大田区）とのユニット「ひこーきズ」を結成している。

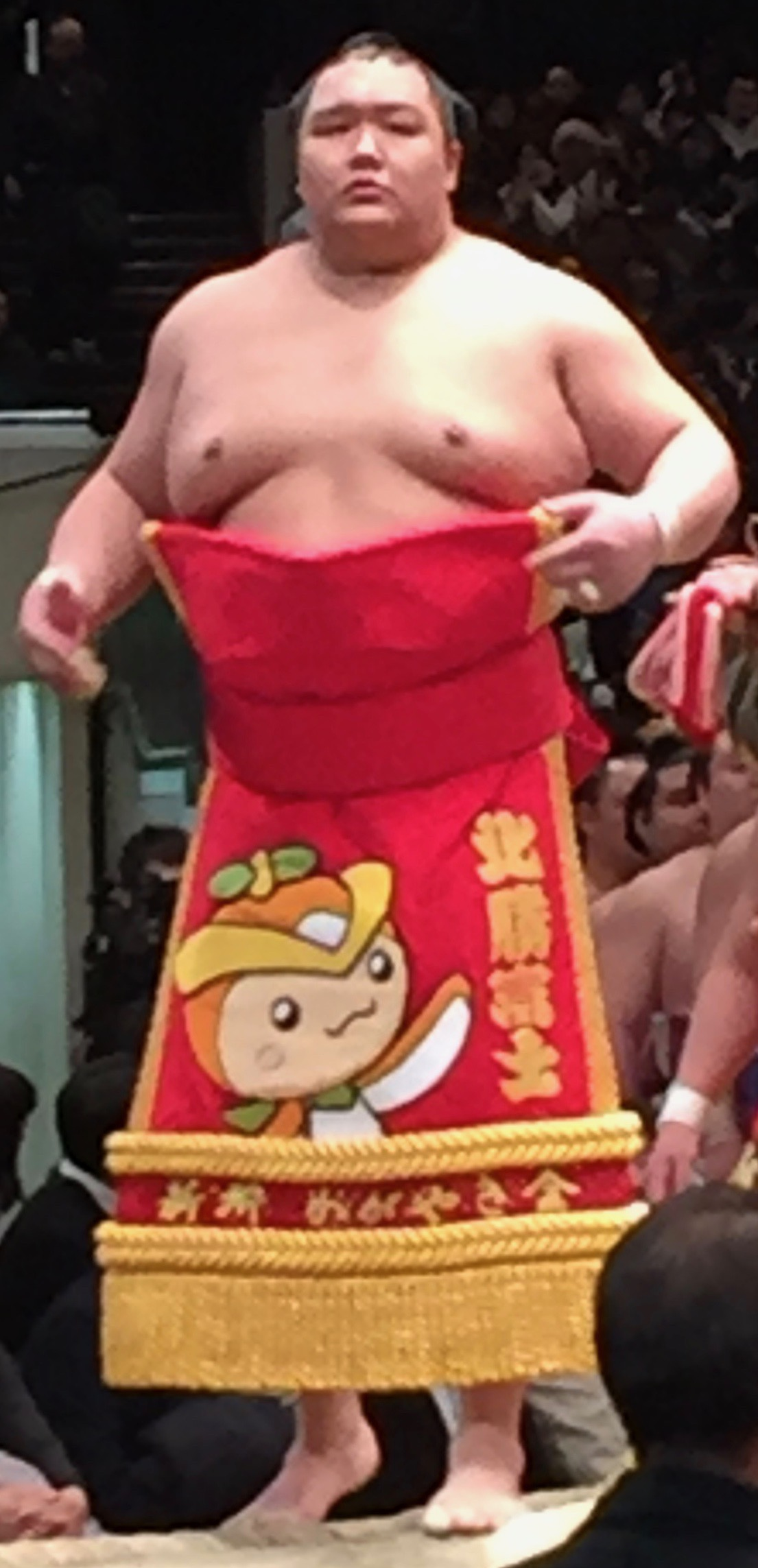
北勝富士のトコろんデザイン化粧まわし

スポーツ分野では、市内に拠点を置くプロ野球球団埼玉西武ライオンズやプロバスケットボールチームさいたまブロンコスの応援活動を行っている。埼玉西武ライオンズのマスコットであるレオ・ライナとのコラボには後述するマンホール蓋の他、2018年より枚数限定で交付を開始したデザインナンバープレート等がある。また所沢市出身の大相撲力士である北勝富士の化粧まわしにはトコろんのイラストをあしらったものが存在する。
音楽分野では、2014年に「みんなで歌って踊れる」テーマソングの公募を実施。「ソング」部門は所沢市出身のJ-POPグループJAY'S GARDENによる「toko toko トコろん！」、「音頭」部門は朝倉修氏の「トコろん音頭」が採用され、CDが発売されると共に振り付け動画等も公開された。JAY'S GARDENは翌2015年に所沢市の観光大使に就任したことから、共同でのイベント活動を多く行っている。2021年7月にはオリンピック聖火リレーの所沢市区間における出発セレブレーションイベントに参加し、「toko toko トコろん！」のライブ演奏に合わせてパフォーマンスを披露した。

### 市の事業アイコンとしての活用
トコろんのイラストは様々なシチュエーションを想定したものが素材用に配布されており、ガイドラインに従った非営利目的の利用であれば原則自由に使うことが出来る。これらのイラストは所沢市の事業や刊行物等にも広く使用されている。特にマンホール蓋・消火栓蓋は、2014年初めて「トコろん」イラストが採用されて以後、埼玉西武ライオンズのマスコット・レオとのコラボデザインやLED自発光型広告マンホール蓋の試験設置モデル等、複数のデザインが作成されており、下水道広報プラットフォーム発行のマンホールカード第1弾及び第8弾にも収録されている。
また所沢市上下水道局では2019年から広報紙「ところざわ水物語」を発行するにあたり、新たにトコろんのデザイナー・竹浪かおる氏による水道局マスコット「しずくちゃん」を作成。「トコろんと仲良しの女の子」という設定で、しずくちゃんとトコろんが共演する四コマ漫画も連載されている。
交通インフラ面では所沢市のコミュニティバスにあたるところバスにトコろんラッピング車体が使用されている。2014年、2015年、2016年に導入されたデザインは市内にある埼玉県立芸術総合高等学校のパソコン部が市の依頼を受けて制作しており、2018年導入のデザインは市の官学連携パートナーであった日本大学芸術学部のデザイン学科学生2名によるものである。ところバスの補完路線として2021年4月より試験運行を開始したところワゴンの車両にもトコろんのイラストが使用されている。
トコろんの名称を冠する事業としては、2012年に開設された所沢市市民活動支援センター情報サイト「トコろんWeb」の他、2016年に所沢市の健康づくり支援事業としてスタートした「トコろん健幸マイレージ」等がある。「トコろん健幸マイレージ」は2020年に埼玉県の実施する「コバトン健康マイレージ」と連動を開始するにあたり「トコトコ健幸マイレージ」に改称したが、引き続きロゴマークにトコろんのイラストが採用されている。また「マチごとエコタウン所沢構想」の一環として2020年に設立された地域新電力会社である株式会社ところざわ未来電力は、家庭向け契約プランに「トコろんでんき」という名称を付けている。

## 関連グッズ
缶バッジやキーホルダー等の雑貨類をはじめ、衣類・文具類・食品等の多岐に渡るグッズが制作・販売されている。前出のテーマソングCDや水道局の「ところざわの水」のように所沢市や関連団体が制作するものもあるが、多くは使用許諾を受けた業者・団体による商品である。
所沢市が特産品の創出支援を目的として2018年より実施している「所沢ブランド特産品」事業の認定商品にもトコろんをあしらったものが複数あり、特に2020年の第3回認定審査では節句人形店・倉片人形がトコろんぬいぐるみをベースに作成した雛人形が選出された。倉片人形作成のトコろんぬいぐるみは通常モデルも発売されており、2020年6月から10月にかけては医療従事者支援のための寄付金つきモデルが数量限定で販売され、所沢市を通じて計30万円の寄付が行われた。